# 도메스틱 (영화)
도메스틱(Domestic)은 루마니아에서 제작된 아드리안 시타루 감독의 2012년 코미디, 드라마 영화이다. 애드리언 티티에니 등이 주연으로 출연하였다.

## 출연

### 주연
- 애드리언 티티에니
- 이오아나 플로라

## 제작진
- 프로듀서: 모니카 라주린-고르간